# Daniel Gabbidon
Daniel Leon  "Danny" Gabbidon (Cwmbran, 1979. augusztus 8. –) walesi labdarúgó, posztja hátvéd. Jelenleg a walesi harmadosztályú Panteg játékosa.

## Pályafutása

### West Bromwich Albion
Gabbidon 1996 novemberében iratkozott be a West Brom ifiakadémiájára, majd 1998-ban felkerült az első csapat keretéhez. 1999. március 20-án egy Ipswich Town ellen 1-0-ra elvesztett mérkőzésen kapott először lehetőséget. Összesen 27 alkalommal lépett pályára a birminghamieknél, általában jobbhátvédként. Az 1999–2000-es szezonban Gary Megson lett a csapat menedzsere. Irányítása alatt Gabbidon egyre kevesebb lehetőséget kapott, mivel a mester inkább az általa leigazolt Des Lyttle-nek szavazott bizalmat. A következő idény elején kölcsönben a Cardiff Cityhez került.

### Cardiff City
Gabbidon jó teljesítményt nyújtott, így 2000 szeptemberében véglegesen is leigazolta a Cardiff, körülbelül 500 000 fontért. A 2001–02-es évadban ő is sokat segített csapatának abban, hogy bejussanak a harmadosztály rájátszásába. Elismerésként 2002 márciusában a walesi válogatottba is behívták.
2002 áprilisában új szerződést kapott a Citytől, mivel a klub vezetői úgy gondolták, nagy sikerekhez segítheti még hozzá a csapatot. 2002 őszén egy Barnsley elleni meccsen hátsérülést szenvedett. 2003 áprilisában játszhatott először újra, igaz akkor még csak a tartalékok között. Májusban, a rájátszás döntőjén már ott lehetett, ő is segített csapatának kivívni a másodosztályba való feljutást. A 2003–04-es szezon első néhány meccsét saroksérülés miatt. Később a Cardiff akkori elnöke, Sam Hammam azt mondta, ő és Robert Earnshaw a csapat két legjobb fiatal játékosa.
Az idény végén többször felmerült, hogy Gabbidon esetleg elhagyja a Cardiff Cityt, de aztán egy 2008-ig szóló szerződést írt alá a klubbal. A 2004–05-ös szezon elején a cardiffiak a tabella alsó felén szerénykedtek, de 2005 januárjában remek sorozatot produkáltak, mellyel végül elkerülték a kiesést. Ekkor Gabbidont választották a hónap legjobbjának a másodosztályban. 2005 nyarán a Cardiff kénytelen volt megválni több jó játékosától adósságai miatt, Gabbidon is a távozók között volt.

### West Ham United
2005 júliusában Gabbidon a West Ham Unitedhez igazolt, James Collinsszal együtt. Jó védőpárost alkottak Anton Ferdinanddal, aminek köszönhetően a WHU a középmezőnyben végzett a Premier League-ben és bejutott az FA-kupa döntőjébe, ahol büntetőkkel kikapott a Liverpooltól. Végül Gabbidont választották meg az év legjobb West Ham-játékosának, a szavazáson Marlon Harewood végzett a második helyen. A 2006–07-es idényben nagyon fontos tagja volt a kiesés ellen küzdő Unitednek, de 2006 novemberében elszenvedett térdszalagsérülése miatt egy hónapig nem játszhatott, majd kétszer is meg kellett műteni ágyéksérülései miatt. A 2007–08-as évadra elvesztette helyét a kezdőben Matthew Upsonnal szemben, de ennek ellenére szerződést hosszabbított a csapattal. "Nagyon csalódott vagyok, hogy nem vagyok tagja a kezdőcsapatnak, de a szerződéshosszabbítással a klub megmutatta, hogy szüksége van rám. Keményen fogok dolgozni, hogy visszaszerezzem a helyemet" – mondta Gabbidon a hosszabbítás után.

## Válogatott
Gabbidon 17 alkalommal lépett pályára az U21-es walesi válogatottban, majd mindenki nagy meglepetésére 2001 októberében behívták a nagy válogatotthoz is, egy Fehéroroszország elleni barátságos meccsre. Végig a kispadon ült, csakúgy, mint 2002 telén, az Argentína elleni barátságoson. Bemutatkozására 2002 márciusáig kellett várnia, akkor Csehország ellen jutott végre lehetőséghez. Ezután rendszeres tagja lett a nemzeti csapatnak, a 2004-es Eb és a 2006-os vb-selejtező mérkőzésein is rendszeresen szerepelt. 2005-ben az év walesi játékosának is megválasztották válogatottbeli teljesítménye miatt.
Kétszer csapatkapitányként is szerepelhetett a válogatottban, először 2005 novemberében, Ciprus ellen, másodszor pedig 2007 augusztusában, Bulgária ellen.

## Sikerei, díjai
- A Cardiff Cityvel:
  - A harmadosztály rájátszásának győztese: 2002–03
- A West Ham Uniteddel:
  - Ezüstérmes az FA-kupában: 2005–06

## Külső hivatkozások
- Danny Gabbidon pályafutásának statisztikái a Soccerbase oldalon (angolul)

- Danny Gabbidon adatlapja az ESPN-com-on Archiválva 2013. január 3-i dátummal az Archive.is-en
- Danny Gabbidon adatlapja a West Ham United hivatalos honlapján